# Теберда (река)
Теберда́ (карач.-балк. Теберди́) — река на Северном Кавказе в Карачаево-Черкесии, левый приток реки Кубань. Длина — 60 км, площадь водосборного бассейна — 1080 км², образуется слиянием рек Аманауз и Гоначхир.

## Происхождение названия
Русское название реки происходит от карачаевского Те(й)берди по записи от первой половины XIX в. Имеется несколько вариантов перевода данного топонима. Согласно одному из них, Теберда (Теберди) по-карачаевски означает «выселок» (дословно «вытолкнули»). Отдельные хутора-выселки в долине, видимо, существовали ещё в XVI—XVII веках, откуда и появилось это название. Не исключено, что слово «Теберда» могло произойти от «таб джерди», что в переводе с карачаевского означает «удобное место». Есть ещё одно толкование: происхождение названия находят в словах «тейри берди», что означает — «дар божий» (дословно — «бог дал»).

## География
Русло галечное, загромождённое валунами; водопады.
Стекает с Главного Кавказского хребта и впадает в Кубань с левой стороны. Теберда довольно многоводна, имеет очень быстрое течение и необыкновенно красивую прозрачную голубоватую воду. Глубочайшее ущелье её покрыто дремучими хвойными лесами и принадлежит к красивейшим на Кавказе. В долине Теберды находятся несколько необыкновенно красивых горных озёр.
Питание смешанное, с преобладанием (55 %) ледниково-снегового (в бассейне Теберды около 100 ледников). Наибольшая водность в июле — августе. Среднегодовой расход воды — в 45 км от устья 27,2 м³/с. Зимой шуга (сплошного ледостава нет).
Озёра в бассейне реки располагаются на различных высотах: от 1300 до 3250 метров, в верховьях притоков сформировались лестницы из ярусов озёр. За исключением Туманлы-Гель и Каракель температура воды в озёрах очень низкая весь летний сезон.
На Теберде — город и курорт Теберда, в устье — город Карачаевск.
По долине реки проходит Военно-Сухумская дорога.
В верховьях Теберды — Тебердинский заповедник.

## Интересные факты
- Питание реки происходит и из источников минеральной воды.
- Теберде посвящена одноимённая песня Юрия Визбора.
- В честь реки названа экзопланета в созвездии Большая Медведица.

## Галерея

Бассейн Кубани
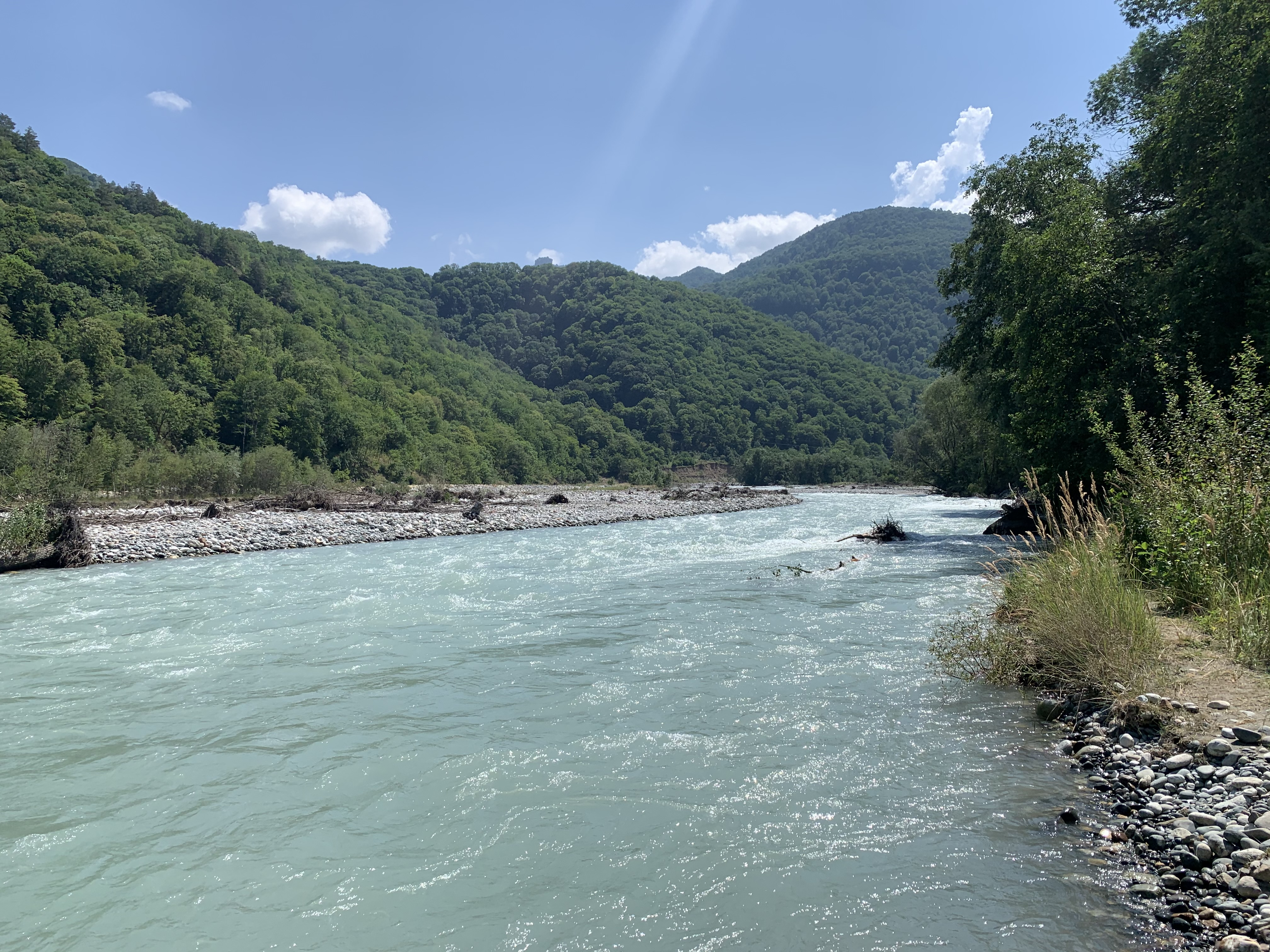
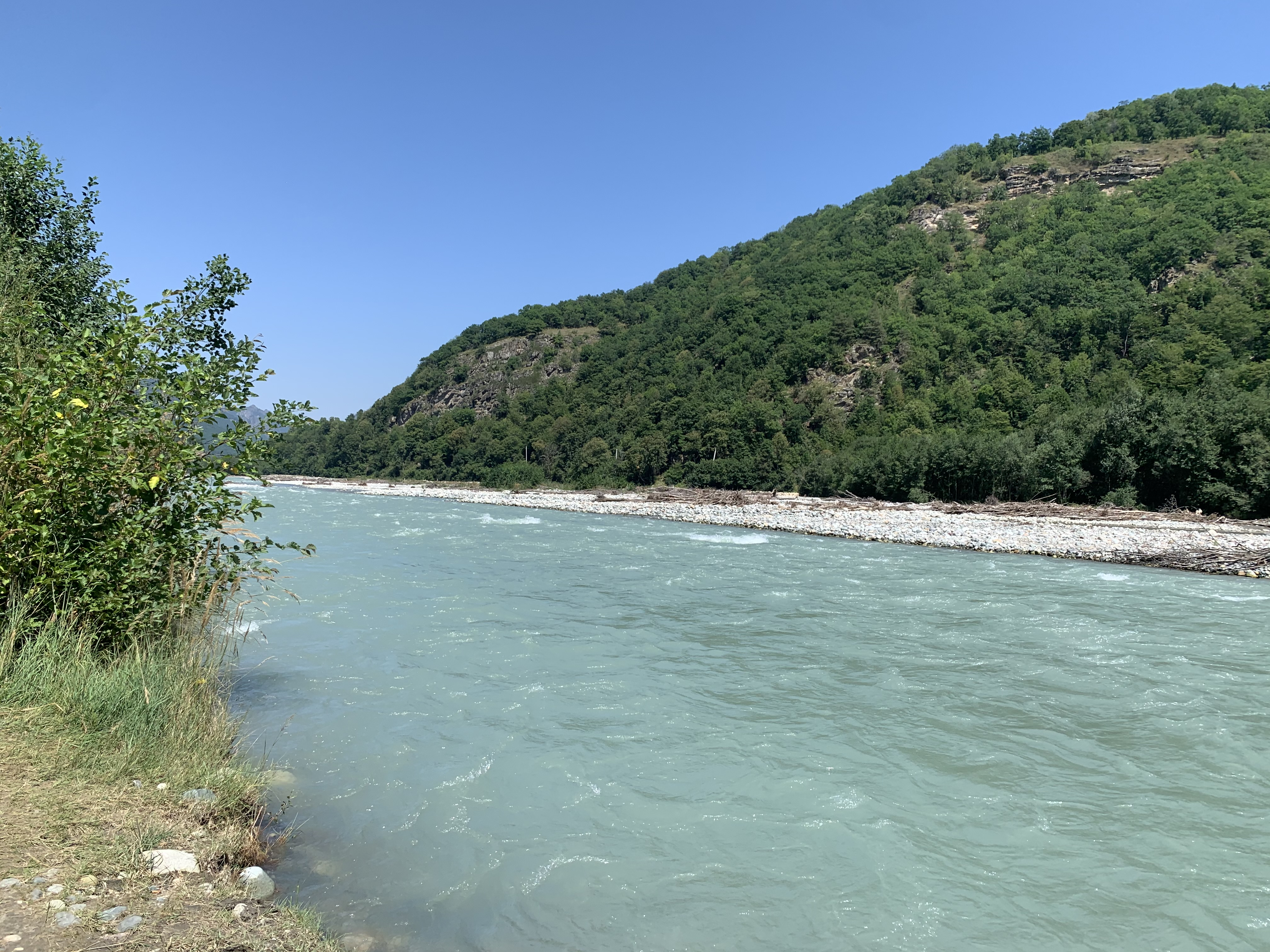
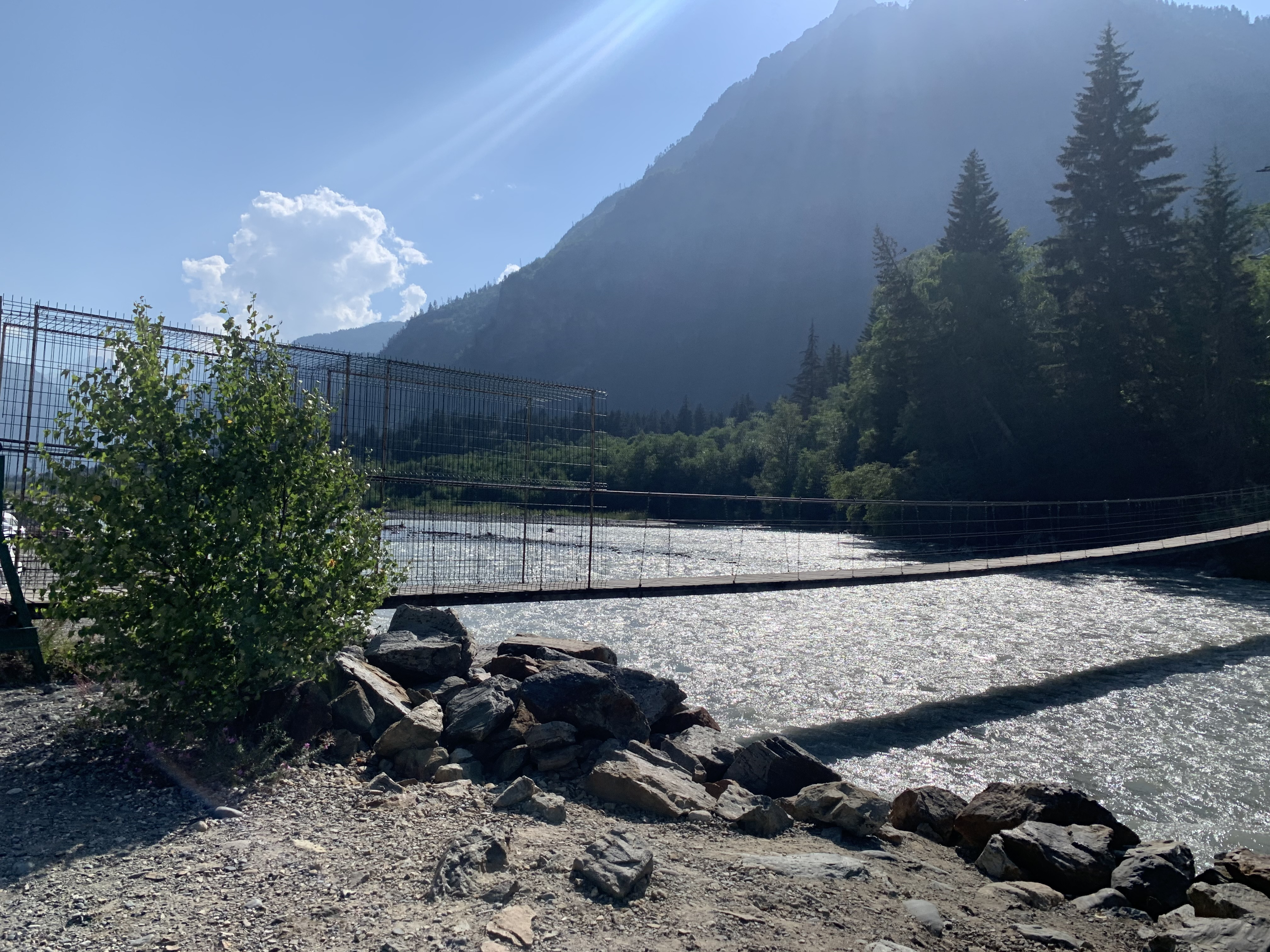
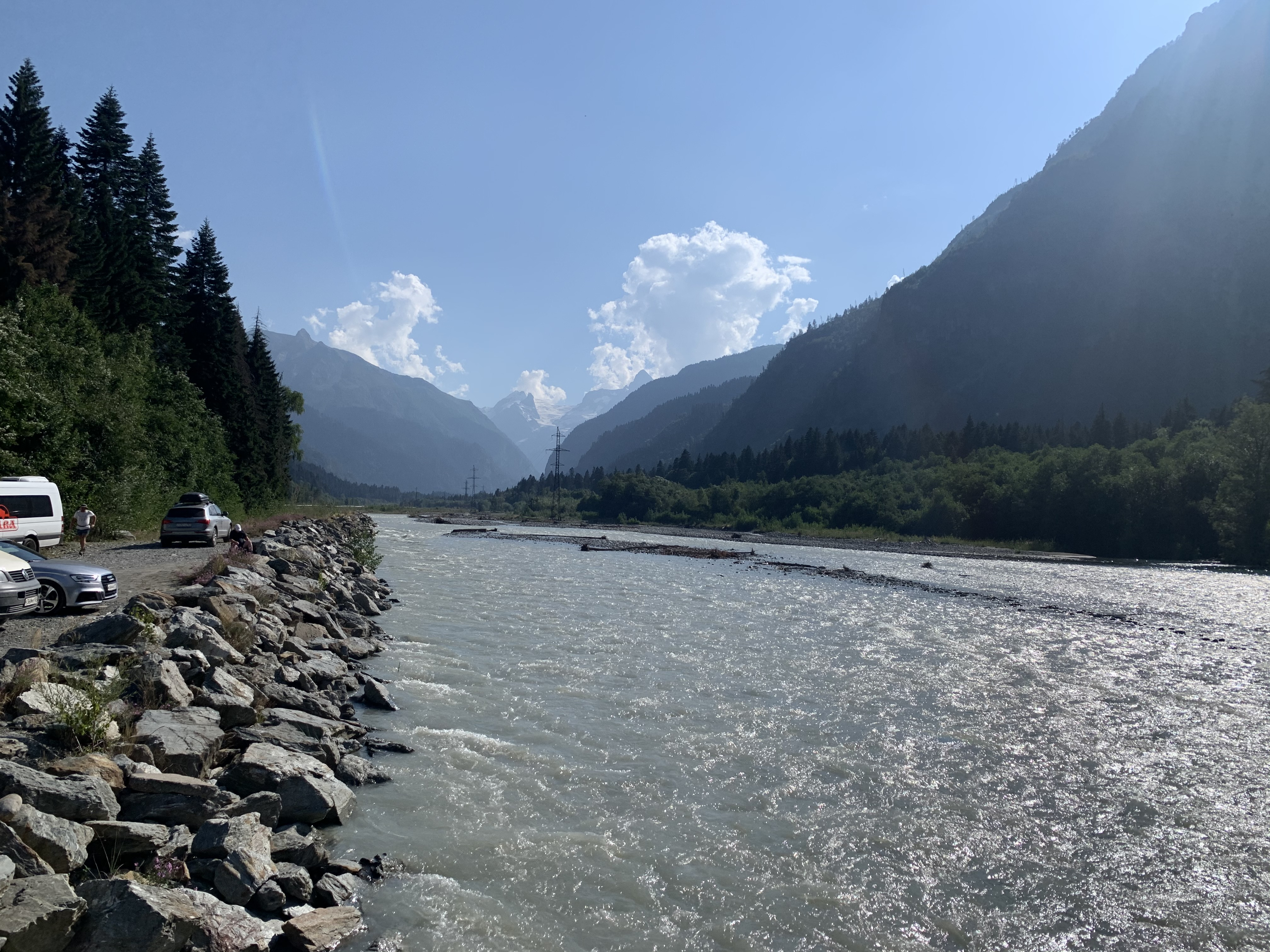
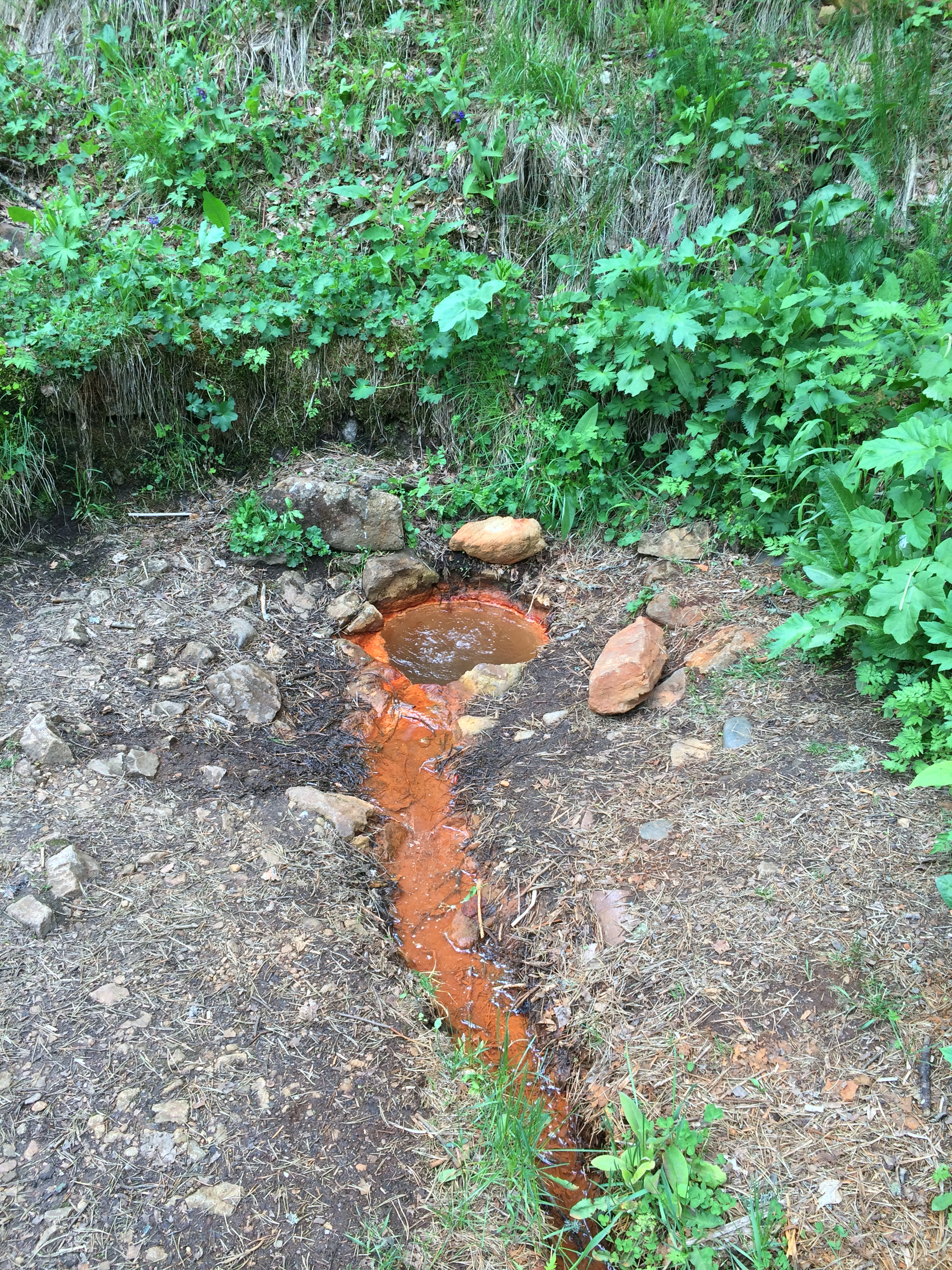
Источник углекислых минеральных вод на Кавказе